# Норвуд, Лори
Лори Норвуд (англ. Lori Norwood; род. 30 июля 1964, Панама) — американская спортсменка, выступавшая в современном пятиборье. Чемпионка мира, победитель первых Игр доброй воли, неоднократный победитель и призёр международных соревнований.
В 1986 году на чемпионате мира в Монтекатини Лори Норвуд заняла в личном первенстве 12-е место, однако была уличена в применении допинга. Также на допинге попались и другие пятиборки: Татьяна Чернецкая (СССР, 3-е место), Светлана Яковлева (СССР, 4-е место). По итогам данных допингового анализа УИПМБ принял решение отстранить вышеназванных спортсменов от участия в международных соревнований на 30 месяцев и аннулировать их результаты на VI чемпионате мира.